# Джон Малкегі (веслувальник)
Джон Малкегі (англ. John Mulcahy, 20 липня 1876 — 19 листопада 1942) — американський академічний веслувальник.
Олімпійський чемпіон 1904 року в складі парної двійки, срібний призер 1904 року в складі розпашної двійки без стернового.